# Mariager Sogn
Mariager Sogn er et sogn i Hobro-Mariager Provsti (Århus Stift).
Mariager Sogn lå i Mariager købstad, der ved kommunalreformen i 1970 blev kernen i Mariager Kommune. Den indgik ved strukturreformen i 2007 i Mariagerfjord Kommune.
I Mariager Sogn ligger Mariager Kirke.
I sognet findes følgende autoriserede stednavne:
- Alstrup (bebyggelse)
- Broløs (bebyggelse, ejerlav)
- Broløs Hedehuse (bebyggelse, ejerlav)
- Fjelsted (bebyggelse, ejerlav)
- Fjelsted Mark (bebyggelse)
- Fjelsted Udflyttere (bebyggelse)
- Fladbjerg (bebyggelse, ejerlav)
- Hohøj (areal, bebyggelse)
- Hou (bebyggelse, ejerlav)
- Hou Skov (areal)
- Katbjerg (bebyggelse, ejerlav)
- Klovbakken (bebyggelse)
- Klovhøj (areal)
- Mariager (bebyggelse)
- Møllevænget (bebyggelse)
- Nonneholt (areal)
- Præstevænget (bebyggelse)
- Rishøj (areal)
- Silleborg Hage (areal)
- Slesvig (bebyggelse)
- Tinghøj (bebyggelse)
- Trinderup (bebyggelse, ejerlav)
- Udsigten (bebyggelse)
- Vestparken (bebyggelse)
- Vintersbjerg (bebyggelse)